# Palazzo di Lauso

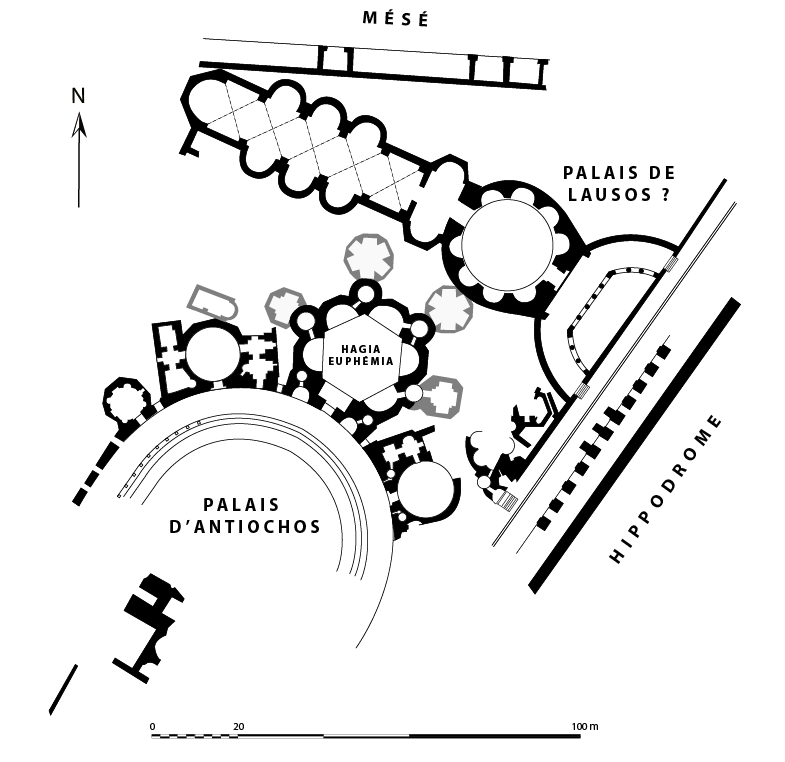
Zona meridionale del primo tratto della via Mese, con un edificio identificato col Palazzo di Lauso

Il Palazzo di Lauso o Lausion (greco: Λαυσείον) era un palazzo di Costantinopoli del V secolo, acquistato dall'influente funzionario imperiale Lauso, che vi custodiva anche la sua importante collezione di opere d'arte. Andò distrutto in un incendio nel 475.

## Posizione
L'esatta posizione del Palazzo di Lauso è sconosciuta. È opinione comune che il complesso fosse collegato al lato occidentale dell'Ippodromo di Costantinopoli attraverso una rotonda, che fosse adiacente al Palazzo di Antioco.
Si trovava molto vicino alla via Mese, l'arteria centrale di Costantinopoli, che portava dall'Augustaion fino alla Porta Aurea.

## Storia
Il palazzo prende il nome dal suo proprietario più famoso, Lauso, che fu Praepositus sacri cubiculi di Teodosio II tra il 420 e il 422 e forse anche tra il 431 e il 436, anno probabile della sua morte.
Nel 475, un grande incendio distrusse gran parte di Costantinopoli. Tra gli edifici andati perduti, vi fu anche il Palazzo di Lauso, come notato esplicitamente dagli storici Zonara e Giorgio Cedreno. In quell'occasione andò persa anche la collezione d'arte di Lauso.

## Collezione d'arte

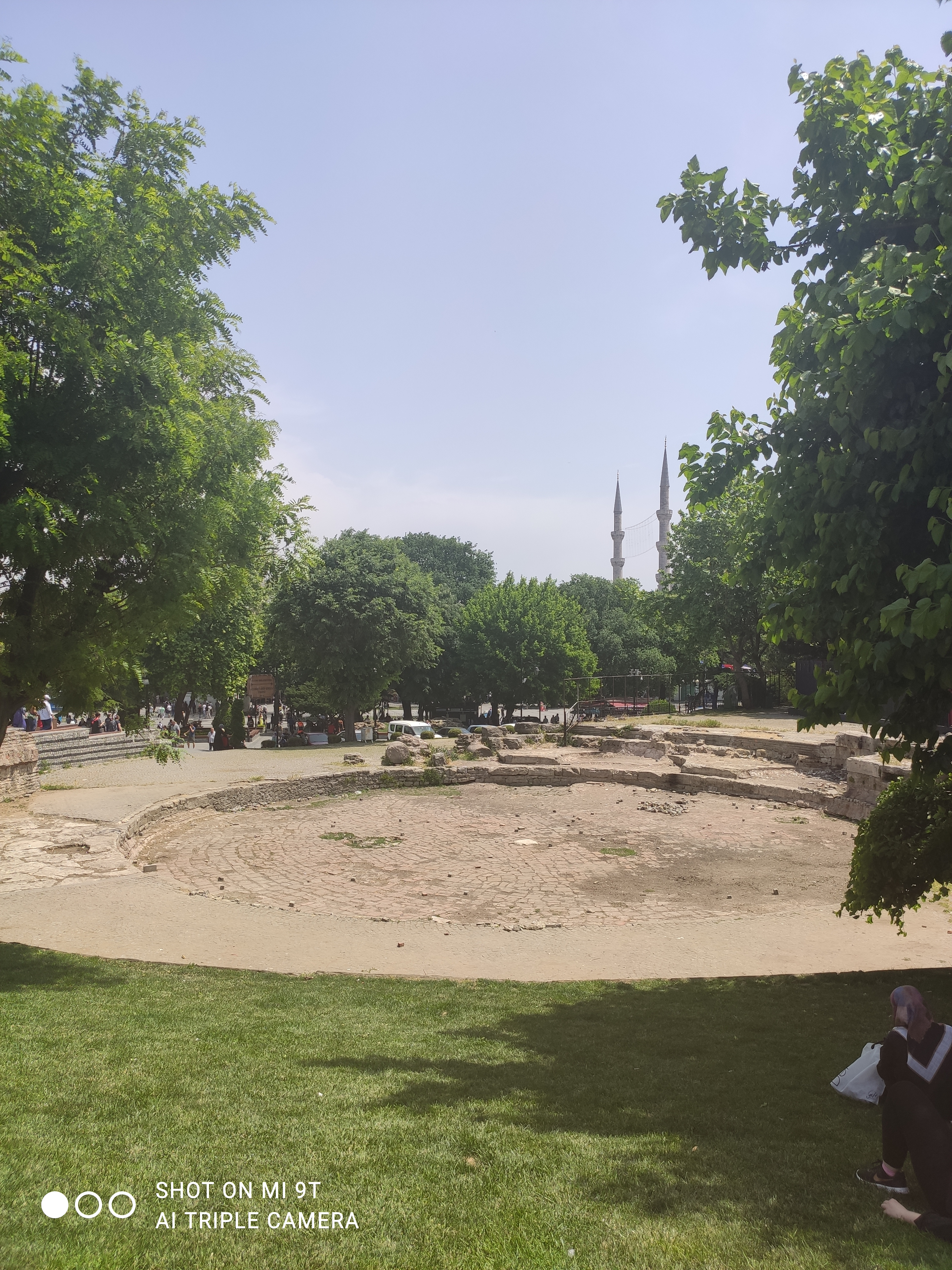
Resti del palazzo di Lauso a Istanbul

Il Palazzo di Lauso era noto per la vasta collezione di statue mitologiche che custodiva. Lauso ammassò questa collezione approfittando del saccheggio dei templi pagani orientali che avvenne durante il regno di Teodosio. Trattandosi di un cristiano devoto, la collezione di Lauso fu la prima che fu deliberatamente raccolta in base a principi storici ed estetici.
Tra gli esemplari più prestigiosi della collezione vi era la Statua di Zeus da Olimpia, scolpita da Fidia nel 500 a.C. circa e l'Afrodite Cnidia di Prassitele; è anche noto che Lauso possedesse l'Era di Samo e l'Atena di Lindo, oltre a statue di Eros e Kairos.
È noto che Lauso aveva disposto le statue secondo un certo criterio. La statua di Zeus era posta nell'abside all'estremità della sala principale, con Eros e Kairos ai suoi lati; una parete era dedicata alle sculture delle dee, l'altra a quelle di animali.